# Tierra de Barros
La Tierra de Barros è una comarca dell'Estremadura, situata nella parte centrale della Provincia di Badajoz (Spagna), tra le fertili pianure del Guadiana e le propaggini montuose della Sierra Morena. Non va confusa con l'omonima associazione di comuni (Mancomunidad Tierra de Barros-Río Matachel).
La Tierra de Barros è la comarca più fertile e prospera dell'Estremadura. Prende il nome dalle speciali caratteristiche della sua terra argillosa e rossastra che, trasformata in fango e modellata dai suoi artigiani, costituisce il mezzo di sostentamento e di costume del suo popolo. Il suo capoluogo, quale centro amministrativo, è Almendralejo.
Di grande forza economica, la produzione agricola su terreni non irrigui, in special modo vite e ulivo è la principale fonte di reddito, anche se negli ultimi decenni è comparsa in tutta la comarca una fiorente industria di trasformazione.
A partire dal 2008 si tentò d'installare nel sud della comarca una raffineria di petrolio, il che sollevò una forte polemica tra i fautori, che speravano nei nuovi posti di lavoro, e i detrattori, che temevano la contaminazione e il discredito della comarca: infine, nel 2016, la Giunta dell'Estremadura negò l'autorizzazione alla costruzione.

## Comuni
La popolazione assomma a più di 74.000 abitanti, ripartiti su 15 comuni e tre entità minori:
| Comune                    | Popolazione | Superficie | Densità |
| ------------------------- | ----------- | ---------- | ------- |
| Aceuchal                  | 5.657       | 63,1       | 89,65   |
| Almendralejo              | 35.101      | 164,5      | 201,68  |
| Corte de Peleas           | 1.262       | 42,3       | 29,83   |
| Entrín Bajo               | 708         | 9,7        | 63,51   |
| Hinojosa del Valle        | 563         | 46         | 12,24   |
| Hornachos                 | 3.867       | 295,9      | 13,07   |
| Palomas                   | 691         | 40,5       | 17,06   |
| Puebla de la Reina        | 864         | 131,7      | 6,56    |
| Puebla del Prior          | 543         | 35,9       | 15,13   |
| Ribera del Fresno         | 3.432       | 185,6      | 18,49   |
| Santa Marta               | 4.287       | 119,7      | 35,81   |
| Solana de los Barros      | 2.814       | 65         | 43,29   |
| Torremejía                | 2.223       | 24,3       | 91,48   |
| Villafranca de los Barros | 13.201      | 104,4      | 126,45  |
| Villalba de los Barros    | 1.675       | 90,8       | 18,45   |

## Situazione
La Comarca della Tierra de Barros si trova nel centro della provincia di Badajoz tra le zone di Vegas del Guadiana e Sierras del Sur. È delimitata dalle comarche: a nord Tierra de Mérida - Vegas Bajas, a sud Zafra - Río Bodión, a est Campiña Sur e a ovest Llanos de Olivenza e Tierra de Badajoz.
L'autostrada Ruta de la Plata   A-66  funge da separazione tra le aree con caratteristiche diverse fra loro:
- Tierra de Barros Ovest, con comuni il cui paesaggio predominante sono le viti e gli olivi;
- Tierra de Barros Est, attualmente organizzata come Associazione Tierra de Barros-Río Matachel, da cui l'influenza della Sierra Grande, dei fiumi Matachel e Palomillas, e degli invasi di Alange e di los Molinos danno forma a un paesaggio con maggior biodiversità.

## Società

### Evoluzione demografica
L'estensione della Tierra de Barros è di 1.419,40 km², rappresentando approssimativamente il 7% della superficie provinciale. La popolazione anagrafica nella Tierra de Barros era di 74.872 persone nel 2008. Questa popolazione è l'11% di tutta la popolazione della provincia. Essa è concentrata nei comuni di Almendralejo (44%) e Villafranca de los Barros (18%), gli unici che superano i 10.000 abitanti. Tra i 5.000 e i 10.000 abitanti c'è Aceuchal. Poi esiste un gruppo di comuni tra i 5.000 e i 3.000 abitanti, Hornachos, Ribera del Fresno e Santa Marta e cinque comuni che non raggiungono i 1.000 abitanti: Entrín Bajo, Hinojosa del Valle, Palomas, Puebla de la Reina e Puebla del Prior.
La densità di abitanti della Comarca è di 52.75 ab/km², per cui si può caratterizzare la Tierra de Barros come una Comarca rurale.

## Economia
L'agricoltura è la principale attività economica della zona, essendo quella che sostiene la maggior parte delle attività del settore servizi e di quello industriale.
Le caratteristiche edafologiche e morfologiche delle terre della Comarca hanno supposto un patrimonio per lo sviluppo delle attività agrarie, che si manifesta nell'altissima percentuale di terre lavorate in tutti i comuni della Comarca, con la principale eccezione di Hornachos, per la presenza della Sierra Grande.
I prodotti agricoli più importanti della Comarca sono il vino, le olive da olio e da tavola e l'aglio di Aceuchal.
Per condurre il processo di commercializzazione è figura chiave la Federazione per lo Sviluppo della Sierra Grande - Tierra de Barros (FEDESIBA), che verrà a rafforzare la, o le associazioni che si creeranno.
FEDESIBA è un Gruppo di Sviluppo Rurale (Grupo de Desarrollo Rural = GDR), ente senza scopo di lucro, di carattere associativo e con personalità giuridica propria, creato nel 2001 dall'associazione ADEBO (Asociación para el Desarrollo de Barros Oeste = Associazione per lo Sviluppo del Barros Ovest) e ASIRIOMA (Asociación para el Desarrollo de Sierra Grande – Río Matachel = Associazione per lo Sviluppo della Sierra Grande – Fiume Matachel). Conta con il Centro de Desarrollo Rural (Centro di Sviluppo Rurale, CEDER) come organo tecnico di sviluppo ed esecuzione dei progetti.
Le caratteristiche geografiche della Comarca della Tierra de Barros hanno dato luogo all'esistenza di due gruppi di comuni associati. Nella Sierra de Hornachos si sta creando l'Associazione Integrale della Sierra de Hornachos, restando pendente la definizione di un'associazione integrante per i comuni esistenti dell'est della Comarca.

## Comunicazioni
Le due principali vie di comunicazione che attraversano la comarca sono La Vía de la Plata, che passa, tra l'altro, per Almendralejo e Villafranca de los Barros; e la strada che unisce Badajoz con Cordova e Granada e che passa per Los Santos de Maimona e Zafra. Questi due assi sono attualmente le strade   N-630 , già convertita nell'autostrada   A-66 , e   N-432 , futura autostrada   A-81 , di grande importanza economica per la zona.